# Armin Harich
Armin Harich (* 30. August 1969) ist ein deutscher Gleitschirmpilot, der im deutschen Flachland mehrmals Streckenrekorde und Bestleistungen aufgestellt hat. 2014 stellte er mit einem Flug von Schriesheim nach Dingolfing mit 302,8 km den innerdeutschen Rekord (zum damaligen Zeitpunkt) für eine freie Strecke im deutschen Flachland auf. Zuvor hatte er mit einem 164-km-FAI-Dreieck im Flachland für Aufmerksamkeit gesorgt. Ein herausragendes Merkmal seiner Flüge ist der Umstand, dass sie nicht mit Gleitschirmen der Hochleister-Klasse, sondern mit schulungs- und anfängertauglichen Geräten der Klassifizierungen A und B erzielt wurden.
Harich lebt in Dreieich und arbeitet als Entwickler für den deutschen Gleitschirm- und Kite-Hersteller Skywalk.